# The Story of Light
The Story of Light je osmé studiové album Steve Vaie. Album vyšlo 14. srpna 2012 u vydavatelství Favored Nations. Jedná se o jeho první studiové album od roku 2005, kdy vyšlo album Real Illusions: Reflections.

## Seznam skladeb
| Pořadí | Název                       | Délka |
| ------ | --------------------------- | ----- |
| 1.     | The Story of Light          | 6:15  |
| 2.     | Velorum                     | 6:09  |
| 3.     | John the Revelator          | 3:40  |
| 4.     | The Book of Seven Seals     | 3:56  |
| 5.     | Creamsicle Sunset           | 3:30  |
| 6.     | Gravity Storm               | 5:33  |
| 7.     | Mullach A'tSi               | 3:56  |
| 8.     | The Moon and I              | 7:18  |
| 9.     | Weeping China Doll          | 6:11  |
| 10.    | Racing the World            | 3:45  |
| 11.    | No More Amsterdam           | 4:15  |
| 12.    | Sunshine Electric Raindrops | 4:15  |

## Obsazení
- Steve Vai – kytara, zpěv
- Dave Weiner – kytara
- Philip Bynoe – baskytara
- Jeremy Colson – bicí
- Deborah Henson-Conant – harfa
- Beverly McClellan – zpěv
- Aimee Mann – zpěv